# La perdita dell'innocenza
La perdita dell'innocenza (The Loss of Sexual Innocence) è un film del 1999 diretto da Mike Figgis.

## Trama
Il film racconta la burrascosa vita sessuale di Nic, un regista cinematografico, articolata in tre fasi della sua esistenza, tramite una narrazione non lineare e disgiunta.